# 陆元鼎
陆元鼎（1839年—1910年），字春江，号少徐，浙江仁和（今杭州）人。进士出身，清朝官员。

## 生平
陆元鼎是同治十三年（1874年）进士，后被朝廷任以知县，历任江苏省江宁县知县、泰州知州、苏松督粮道、江苏布政使、光绪二十九年（1903）漕运总督、光绪三十年湖南巡抚、光绪三十至三十二年（1904-1906）江苏巡抚等。
任泰州知州时，他曾经组织疏浚城河，并整修了里下河水道，续修了范公堤，建设了斜丰港，从而暂时消除了泰州和东台的水患。任江苏巡抚时，他查禁赌博，整顿吏治，整修了塘圩和道路，曾几次上疏谈治国策略。光绪六年（1880年）任江宁县知县时，他曾经根据条约拒绝了法国传教士强占中国的古刹。不久，如皋发生烧毁教堂的事件，外国传教士提出了一些无理要求，他据理同这些传教士进行斗争。光绪二十四年（1898年）江阴发生了教堂被毁事件，美国驻上海领事出面干预，他拒绝干涉，保护中国的司法主权。
光绪三十三年（1907年），他到北京协助开办资政院事务。宣统元年（1909年），他任浙江学务公所议长。
与俞樾、正蓝旗汉军胡俊章、镶白旗满洲恩寿、镶白旗满洲景星 (清朝)等在苏州有诗歌唱和（与恩寿及胡俊章表兄正红旗汉军曹氏保昌 (同治進士)进士三甲同榜）。著有《退思斋稿》2卷：文稿一卷、诗稿一卷，光绪32年刻本，又有民国36年曾孙女筠宝钞本（据柯愈春，《清人诗文集总目提要》）。
1910年，陆元鼎逝世。
2021年，晚清漕运总督陆元鼎的五世孙陆琳、陆玮和他们的家人向江苏省淮安市淮安区博物馆捐赠陆元鼎遗物。

## 延伸阅读
[在维基数据编辑]
 《清史稿·卷449》，出自趙爾巽《清史稿》